# B46

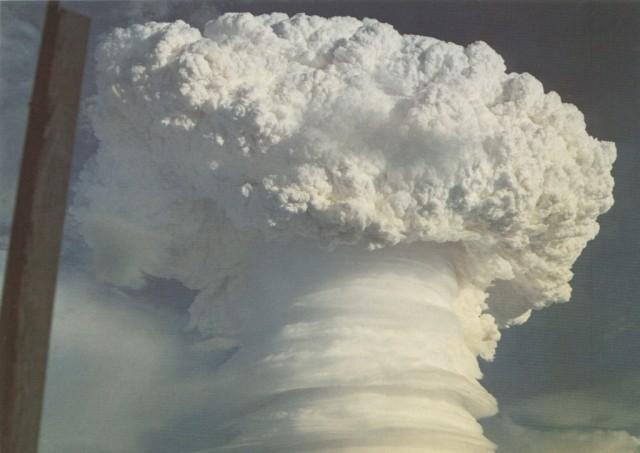

B46 foi uma linha de bombas termo-nucleares dos Estados Unidos que foram testadas mas não implementadas, eram da classe B: alto rendimento com rendimento previsto de 9 megatons, foi um projeto de derivado do MK-21(testado em 1954, com a alcunha de Castle Bravo), foram feitos três testes com o B46 durante a Operação Hardtack I, dois fiascos termo-nucleares rendendo 81 e 330 quilotons de TNT, e um sucesso rendendo 8,9 megatons.
Depois o design sofreu algumas pequenas variações e se tornou a bomba B53.

## Referencia
- B53 design and design history including B46
- Allbombs.html list of all US nuclear weapon designs